# Gmina Gorzyce (Powiat Wodzisławski)
Die Gmina Gorzyce ist eine Landgemeinde im Powiat Wodzisławski der Woiwodschaft Schlesien in Polen. Sie hat etwa 21.300 Einwohner. Ihr Sitz ist das gleichnamige Dorf (deutsch Groß Gorschütz) mit etwa 2500 Einwohnern.

## Geographie
Die Gemeinde grenzt im Süden an Tschechien. Zu den Gewässern gehört die Olsa (polnisch Olza, tschechisch Olše), die bei Olza in die Oder mündet.

## Gliederung
Die Gmina Gorzyce umfasst die Dörfer und Siedlungen (Einwohnerzahlen um 2010):
- Bełsznica (Belschnitz), 1095 Einw.
- Bluszczów (Bluschau), 952 Einw.
- Czyżowice (Czirsowitz), 3395 Einw.
- Gorzyce (Groß Gorschütz), 2472 Einw.
- Gorzyczki (Klein Gorschütz), 2088 Einw.
- Odra (Odrau), 381 Einw.
- Olza (Olsau), 1800 Einw.
- Osiny (Oschin), 668 Einw.
- Rogów (Rogau), 2961 Einw.
- Turza Śląska (Groß Thurze), 3085 Einw.
- Uchylsko (Uhilsko), 342 Einw.
- Kolonia Fryderyk (Kolonie Friedrich), 1105 Einw. bestehend aus:
  - Kolonia Fryderyk (entstanden aus der Werkssiedlung der Grube Friedrich), 808 Einw.
  - Kraskowiec (Kraskowitz) eine Siedlung, 297 Einw.

Verlassener Ort:
- Kamień nad Odrą (Kamin)

## Verkehr
Die Autostrada A1 führt bei Gorzyczki über die Grenze.
Die Bahnstation Olza liegt an der Bahnstrecke zwischen Wodzisław Śląski und dem Grenzbahnhof Chałupki.

## Städtepartnerschaften
Gorzyce listet folgende Partnerstädte auf:
| Stadt                     | Land                        | seit | Typ           |
| ------------------------- | --------------------------- | ---- | ------------- |
| Bohumín                   | Moravskoslezský, Tschechien | 2007 | Partnerschaft |
| Dolní Lutyně              | Moravskoslezský, Tschechien | 1999 | Partnerschaft |
| Kamjanez-Podilskyj        | Chmelnyzkyj, Ukraine        | 2007 | Partnerschaft |
| Kostanje, Omiš            | Split-Dalmatien, Kroatien   | 2012 | Kooperation   |
| Slezská Ostrava , Ostrava | Moravskoslezský, Tschechien | 2007 | Kooperation   |
| Stará Bystrica            | Žilinský, Slowakei          | 2004 | Partnerschaft |
| Svinov, Ostrava           | Moravskoslezský, Tschechien | 2007 | Kooperation   |